# Griesbach-au-Val
Griesbach-au-Val település Franciaországban, Haut-Rhin megyében. Lakosainak száma 682 fő (2022. január 1.). Griesbach-au-Val Wihr-au-Val, Gueberschwihr, Wasserbourg, Gunsbach, Munster, Eschbach-au-Val és Soultzbach-les-Bains községekkel határos.

## Népesség
A település népességének változása:
| Lakosok száma | 758  | 741  | 742  | 714  | 703  | 696  | 691  | 687  | 682  |
|               | 2013 | 2015 | 2016 | 2017 | 2018 | 2019 | 2020 | 2021 | 2022 |